# Wilhelm Stemmermann
Karl Friedrich Wilhelm Stemmermann (Rastatt, 23 oktober 1888 - Tsjerkasy, 18 februari 1944) was een Duitse officier en General der Artillerie tijdens de Tweede Wereldoorlog.

## Leven

### Afkomst[7]
Karl Friedrich Wilhelm Stemmermann werd op 23 oktober 1888 in Rastatt geboren. Zijn vader was Eduard Friedrich Stemmermann, een voormalig Hauptmann en compagniechef in het 3. Inf. Rg. Nr. 111 (gepensioneerd als Oberstleutnant). Stemmermann zijn moeder was Amalie Stemmermann (geboren Arenz) (kath.). Hij trouwde op 28 januari 1922 met Elisabeth Reichsgräfin Basselett de La Rosee (geboren 18 oktober 1900 München) in München. Het echtpaar trouwde voor de kerk op 30 januari 1922 in Ulm. Uit dit huwelijk kwam een zoon voort, Karl Friedrich Wilhelm (3 december 1922).

### Militaire carrière
Op 26 juni 1908 trad Stemmermann in dienst van het Württembergs leger als Fahnenjunker. Hij werd meteen in het Fußartillerie-Regiment Nr. 14. geplaatst. Als zodanig werd hij als batterijofficier in het Baadse Fußartillerie-Regiment Nr. 14. ingezet. Stemmermann nam als artillerieofficier deel aan de Eerste Wereldoorlog.

### Interbellum
Hij werd na de oorlog als Hauptmann overgenomen in de Reichswehr. In het voorjaar van 1920 was Stemmermann onderdeel van het 200.000 man sterke overgangsleger, en werd als leraar op de infanterieschool in München ingezet. In deze functie bleef hij tot de definitieve overgang naar het 100.000 man sterke Reichswehr. In het voorjaar van 1924 behoorde hij tot het Kommandantur Ingolstadt. In de lente van 1925 ten laatste, behoorde hij voor de volgende jaren tot de 6e (Bad.) batterij van het 5e Artillerieregiment in Ulm. In 1928/1929 werd Stemmermann voor de komende jaren naar de staf van de 5. Division in de Reichswehr in Stuttgart  overgeplaatst. Op 1 april 1930 werd hij  bevorderd tot Major. En op 1 maart 1936 werd hij bevorderd tot Oberst. En daarna op 1 oktober 1937 tot Generalstabschef van het 13e Legerkorps benoemd.

### Tweede Wereldoorlog
In september 1939 aan het begin van de Tweede Wereldoorlog, verliet hij zijn oude functie als Generalstabsoffizier en nam aan de Poolse Veldtocht deel. Vanaf mei 1940 nam Stemmermann deel aan de slag om Frankrijk als Generalstabsoffizier van het 13e Legerkorps. In januari 1941 nam hij de leiding op zich van de nieuw opgerichte 296e Infanteriedivisie. In juni 1941 namen zijn troepen als onderdeel van het 4e Legerkorps deel aan operatie Barbarossa. Ze werden in het gebied van Rava-Rus'ka, samen het 17e Leger ingezet, en namen deel aan de aanval richting Lemberg. Op 1 augustus 1941 werd Stemmermann bevorderd tot Generalleutnant. In januari 1942 raakt hij zwaargewond en moet het commando over de 296e Infanteriedivisie afgeven. Hij werd na zijn ontslag uit het ziekenhuis op 1 maart 1942 in Führerreserve geplaatst.
Op 1 december 1942 werd hij bevorderd tot General der Artillerie. Hij werd op 5 december 1943 tot Kommandierender General van het 11e Legerkorps in het gebied van Kiev benoemd. In januari 1944 werden grote delen van het 8e leger door het Rode Leger in het gebied Korsun naar de Dnjepr gedwongen. Stemmermann nam het commando van de ingesloten troepen in de zak van Tsjerkasy als de hoogste officier over.

### Dood
Stemmermann sneuvelde op 18 februari 1944, toen zijn (staf)auto tijdens een uitbraakpoging door een Russische antitankgranaat geraakt werd. Een andere bron vermeldt dat hij door een artillerievoltreffer op zijn (staf)auto sneuvelde. Hij werd postuum onderscheiden met het Ridderkruis van het IJzeren Kruis met Eikenloof.

## Militaire carrière
- General der Artillerie: 1 december 1942[2][3][10]
- Generalleutnant: 1 augustus 1941[2][3][10]
- Generalmajor: 1 augustus 1939[2][3][10]
- Oberst: 1 maart 1936[2][3]
- Oberstleutnant: 1 februari 1934[2][3]
- Major: 1 april 1930[3]
- Hauptmann: 18 april 1917[3][11]
- Oberleutnant: 27 januari 1915[3]
- Leutnant: 19 november 1909 (Patent 12 december 1912)[2][3]
- Fahnenjunker: 26 juni 1908[2][3]

## Onderscheidingen
- Ridderkruis van het IJzeren Kruis met Eikenloof (nr.399) op 18 februari 1944 als General der Artillerie en Kommandierender General van het 11e Legerkorps (Postuum)[1][2][10][12]
- Ridderkruis van het IJzeren Kruis (nr.2650) op 7 februari 1944 als General der Artillerie en Kommandierender General van het 11e Legerkorps / 8e Leger / Heeresgruppe Süd[1][2][10][12]
- Herhalingsgesp bij IJzeren Kruis 1939, 1e Klasse (23 september 1939) en 2e Klasse (12 september 1939)[1][2]
- IJzeren Kruis 1914, 1e Klasse[13] en 2e Klasse[2][13]
- Duitse Kruis in goud op 11 januari 1942 als Generalleutnant en commandant van de 296e Infanteriedivisie[1][2][10][12]
- Ridder der Eerste Klasse in de Orde van de Leeuw van Zähringen met Zwaarden[13]
- Kruis voor Militaire Verdienste (Oostenrijk-Hongarije), 3e Klasse[13]
- Algemeen Ereteken (Pruisen), 3e Klasse met Oorlogsdecoratie[13]
- Allgemeines Sturmabzeichen in zilver[2] - 2e Klasse ("25")[1]
- Gewondeninsigne 1939 in zilver[1] en goud?[2][3]
- Gewondeninsigne 1918 in zwart[3][13]
- Erekruis voor Frontstrijders in de Wereldoorlog[2] als Oberstleutnant in het 23.Artillerieregiment[1]
- Medaille ter Herinnering aan de 13e Maart 1938[1][2]
- Anschlussmedaille
  - Gesp "Prager Burg"[1][2]
- Dienstonderscheiding van Leger, 1e Klasse (25 dienstjaren)[1]
- Hij werd meerdere malen genoemd in het Wehrmachtsbericht. Dat gebeurde op:
- 20 februari 1944[1][2][14]
- 22 februari 1944[1][2][15]

 Wehrmachtbericht van 20 februari 1944 
- "Die Aufnahme der freigekämpften Divisionen ist abgeschlossen. Die hier seit dem 28. Januar 1944 abgeschnittenen Truppen des Heeres und der Waffen-SS unter Führung des Generals der Artillerie Stemmermann und des Generalleutnants Lieb haben in heldenmütigem Abwehrkampf dem Ansturm weit überlegener feindlicher Kräfte standgehalten und dann in erbitterten Kämpfen den Einschließungsring des Gegners durchbrochen." Sein Tod wurde am 22. Februar 1944 ebenfalls im Wehrmachtsbericht gemeldet: "General der Artillerie Stemmermann, Befehlshaber der westlich Tscherkassy eingeschlossenen und dann ausgebrochenen Kampfgruppe, ist am letzten Tag des Durchbruchs durch einen Artillerievolltreffer in seinem Kraftwagen gefallen. Ihm kommt ein großes Verdienst an der unerschütterlichen Haltung und dem Ausbruch der Kampfgruppe zu. Das Heer hat mit ihm einen besonders bewährten Truppenführer verloren."
- "De opmaak van de vrijgevochten divisies is afgesloten. De sinds 28 januari 1944 afgesneden troepen van het leger en de Waffen-SS onder het bevel van de Generaal der Artillerie Stemmermann en Luitenant-generaal Lieb, weerstonden de aanval van meerdere vijandige troepen in een heroïsche verdedigingsstrijd en braken vervolgens door de vijandelijke omsingeling in hevige gevechten." Zijn dood werd ook gemeld op 22 februari 1944 in het Wehrmachtbericht: "Generaal der Artillerie Stemmermann, bevelhebber van de westelijke van Tsjerkasy ingesloten en vervolgens uitgebroken gevechtsgroep, is op de laatste dag van de uitbraak door een artillerievoltreffer op zijn auto gesneuveld. Hem komt een grote verdienste in zijn onverwoestbare houding en het uitbreken van de gevechtsgroep toe. Het leger heeft met hem een bijzonder bewezen troepenleider verloren."